# قائمة أنواع الزنبق

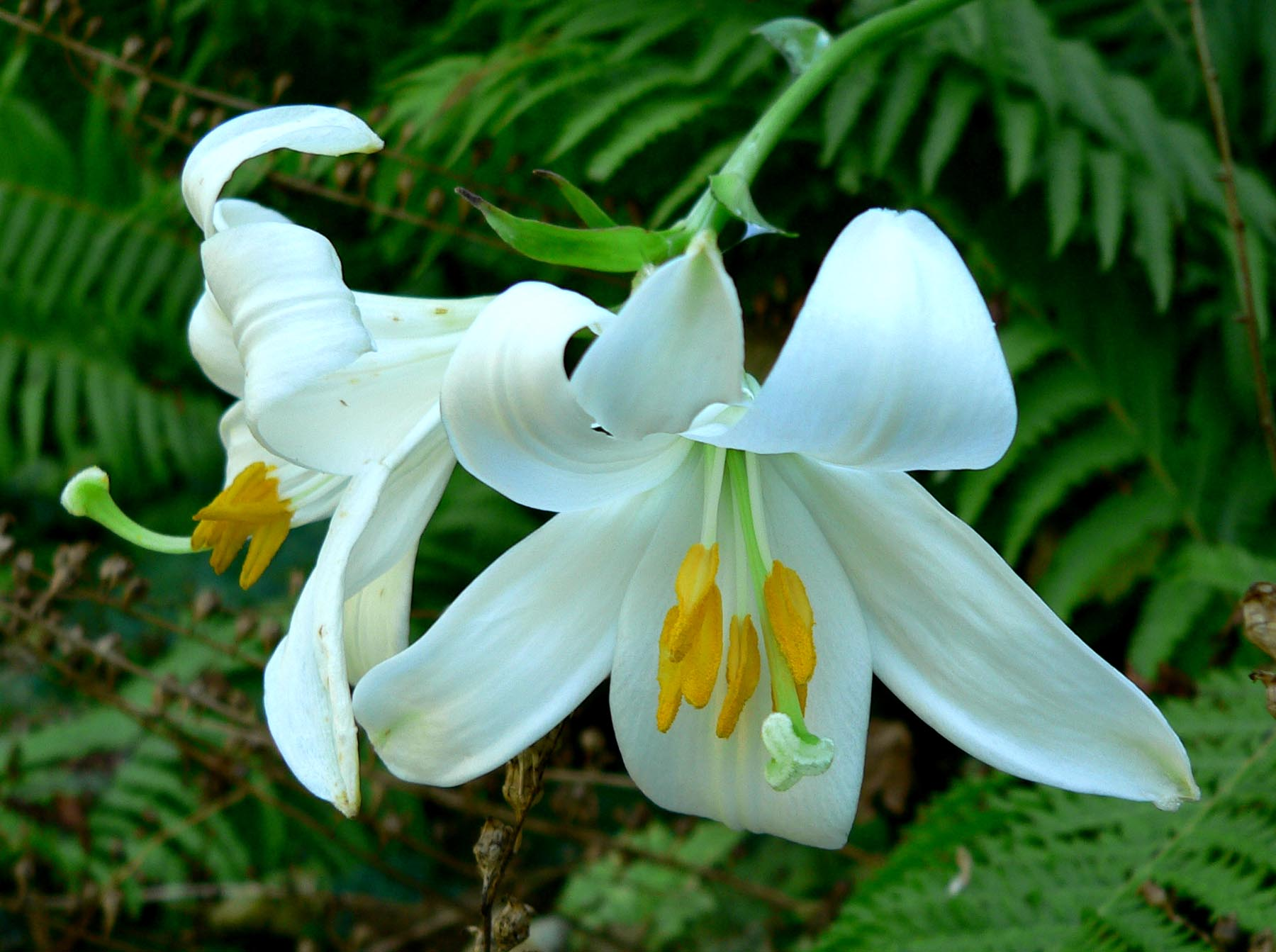
زهرتا زنبق أبيض

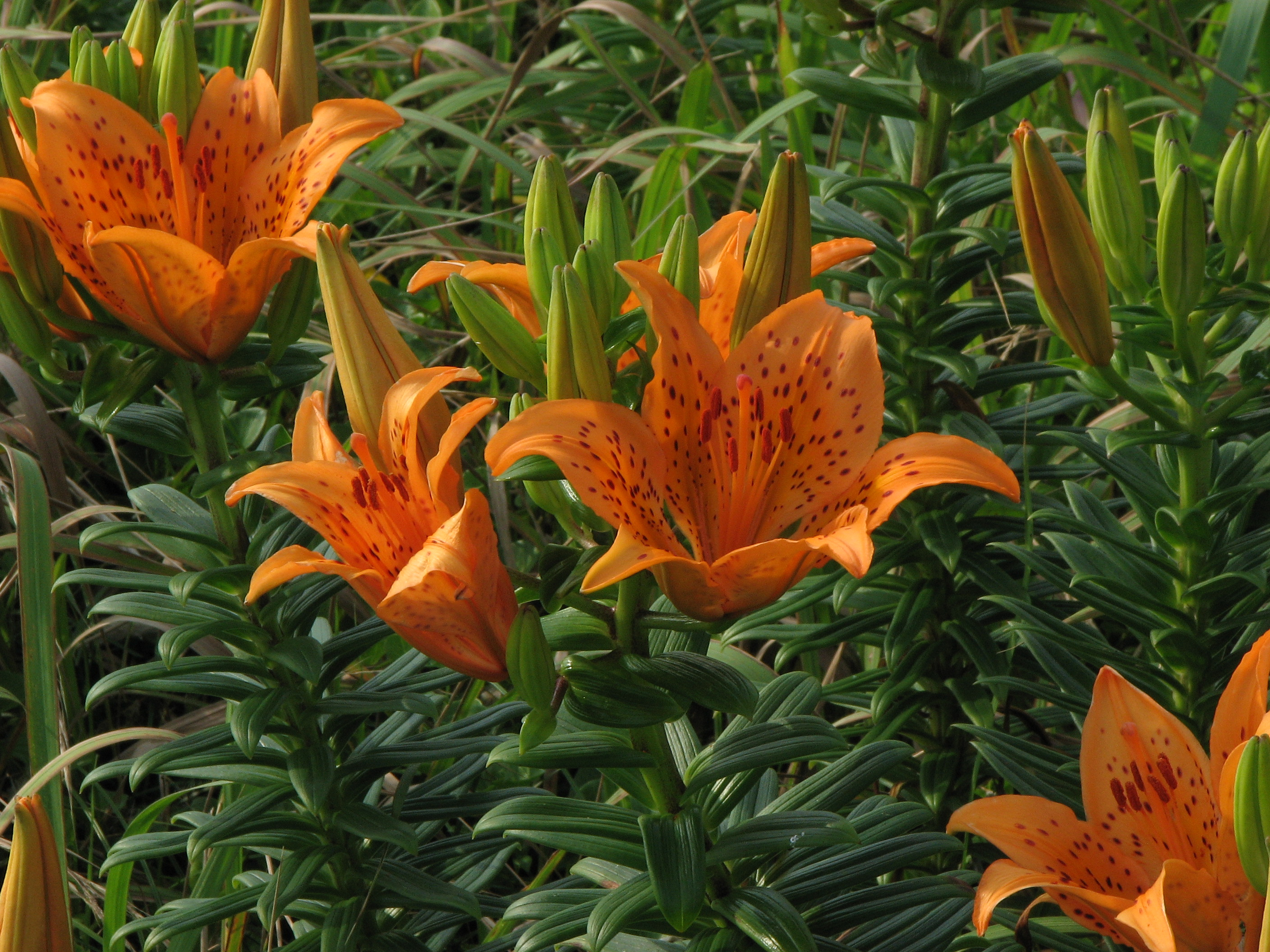
زهرة الزنبق الأرقط

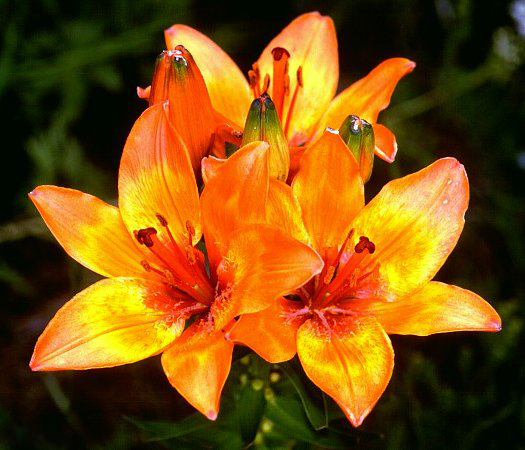
نبات الزنبق البرتقالي

يوجد عدة أنواع من جنس الزنبق:

## القائمة
- الزنبق الأبيض (الاسم العلمي:Lilium candidum)
- الزنبق الأرقط (الاسم العلمي:Lilium maculatum)
- الزنبق الأرمني (الاسم العلمي:Lilium armenum) في القوقاز
- الزنبق الأزغب (الاسم العلمي:Lilium puberulum)
- الزنبق الألباني (الاسم العلمي:Lilium albanicum) في البلقان
- الزنبق الصغير (الاسم العلمي:Lilium parvum)
- زنبق باري (الاسم العلمي:Lilium parryi)
- الزنبق البحري (الاسم للعلمي:Lilium maritimum)
- الزنبق البرانسي (الاسم العلمي:Lilium pyrenaicum) في فرنسا وإسبانيا
- زنبق برتقالي (الاسم العلمي:Lilium bulbiferum) في معظم أنحاء أوروبا
- الزنبق البنفسجي (الاسم العلمي:Lilium martagon)
- الزنبق البوسني (الاسم العلمي:Lilium bosniacum) في البلقان
- الزنبق التركي (الاسم العلمي:Lilium monadelphum) ويوجد في تركيا والقوقاز
- زنبق تسينغ تاو (الاسم العلمي:Lilium tsingtauense)
- الزنبق الخلاب (الاسم العلمي:Lilium speciosum)
- زنبق دافيد (الاسم العلمي:Lilium davidii)
- زنبق ذهبي (الاسم العلمي:Lilium auratum)
- زنبق رائع (الاسم العلمي:Lilium superbum)
- زنبق ساجد (الاسم العلمي:Lilium cernuum)
- زنبق سمين (الاسم العلمي:Lilium carniolicum) ويوجد في اليونان والبلقان
- زنبق غربي (الاسم العلمي:Lilium occidentale)
- زنبق غريه (الاسم العلمي:Lilium grayi)
- زنبق فهدي (الاسم العلمي:Lilium pardalinum)
- زنبق فيلادلفي (الاسم العلمي:Lilium philadelphicum)
- زنبق قزم (الاسم العلمي:Lilium pumilum)
- زنبق كندي (الاسم العلمي:Lilium canadense}}
- زنبق كولومبي (الاسم العلمي:Lilium columbianum)
- زنبق كيلوغ (الاسم العلمي:Lilium kelloggii)
- زنبق كيلي (الاسم العلمي:Lilium kelleyanum)
- زنبق ملون (الاسم العلمي:Lilium concolor)
- زنبق ميشو (الاسم العلمي:Lilium michauxii)
- زنبق ميشيغاني (الاسم العلمي:Lilium michiganense)
- زنبق همبولت (الاسم العلمي:Lilium humboldtii)
- زنبق هنري (الاسم العلمي:Lilium henryi)
- زنبق واشنطوني (الاسم العلمي:Lilium washingtonianum)
- الزنبق اليوناني (الاسم العلمي:Lilium chalcedonicum) ويوجد في اليونان والبلقان
- زنبق الأمازون (الاسم العلمي:Amazon lilium)

## الأنواع
يضم الزنبق حوالي 110 أنواع. والزنبق الأبيض (باللاتينية: Lilium candidum) هو أهم أنواع الزنبق الواطنة في الوطن العربي. تنتشر كثير من أنواعه في تركيا والقوقاز وأوروبا.